# Станушина
Станушина — сорт красного винограда, аборигенный для Республики Македония и не встречается больше нигде в мире. Сорт мало известен за пределами своей родной страны, тем не менее из него могут производиться вина высокого качества. Выращивается преимущественно в области Тиквеш.
Интродукция иностранных сортов винограда привела к резкому уменьшению количества Станушины в виноградниках страны, и поставила этот редкий аборигенный сорт винограда под угрозу уничтожения. Понимая эту проблему, местные винодельни предпринимают попытки восстановления этого уникального македонского сорта.
Виноград обладает высокой устойчивостью к засухе и вредителям и может выращиваться без дополнительного орошения. Плоды сорта созревают очень поздно, но он даёт хорошие урожаи (в среднем 15-20 т/га). Ягоды среднего размера, круглые, слегка удлинённые, тёмно-синего цвета. Виноградный сок содержит около 18-20 % сахара и 6-9 г/л кислоты. В хороший год он может стать основой для вина высокого качества и средней крепости с 11-12 % спирта. Богатое по выдержке, но с характерно бледным цветом; высокий уровень кислоты придает вину прекрасную свежесть, и его рекомендуется употреблять при температуре 10-16°С. Станушина обычно имеет лёгкий аромат земляники, малины, чёрной смородины и сухих листьев. Это делает его отличным дополнением к белым и жёлтым сырам, лёгким и сливочным десертам, листовым салатам, орехам и сладостям.

## Кавадарка
Кавадарка является одним из старейших и самых популярных вин в Македонии. Оно производится из винограда Станушина из окрестностей города Кавадарци, который дал ему название. Хотя это одно из самых дешевых вин в Македонии, оно имеет очень хороший вкус и качество. Его лучше всего подавать при температуре от 16 до 18 °C.